# Emanuel Swedenborg
Emanuel Swedenborg (nacido Swedberg, pronunciación en sueco: /ˈsvêːdɛnˌbɔrj/ (escucharⓘ); Estocolmo, 29 de enero de 1688-Londres, 29 de marzo de 1772) fue un científico, teólogo pluralista cristiano, filósofo y místico sueco, más conocido por su libro sobre el más allá, De caelo et ejus mirabilibus et de inferno, ex auditis et visis (Del cielo y del infierno; 1758).
Swedenborg tuvo una prolífica carrera como inventor y científico. En 1741, a los 53 años, entró en una fase espiritual en la que comenzó a experimentar sueños y visiones, especialmente en el fin de semana de Pascua, el 6 de abril de 1744. Sus experiencias culminaron en un «despertar espiritual» en el que recibió la revelación de que Jesucristo le había designado para escribir La Doctrina Celestial para reformar el cristianismo. Según La Doctrina Celestial, el Señor había abierto los ojos espirituales de Swedenborg para que, a partir de entonces, pudiera visitar libremente el cielo y el infierno para conversar con ángeles, demonios y otros espíritus, y que el Juicio Final ya había ocurrido en 1757, el año anterior a la publicación en 1758 de De Nova Hierosolyma et ejus doctrina coelesti (en español: De la nueva Jerusalén y su doctrina celestial).
Durante los últimos 28 años de su vida, Swedenborg escribió 18 obras teológicas publicadas—y varias más que quedaron inéditas. Se autodenominó «Siervo del Señor Jesucristo» en La verdadera religión cristiana, que él mismo publicó. Algunos seguidores de La Doctrina Celestial creen que, de sus obras teológicas, solo las que fueron publicadas por Swedenborg mismo son plenamente inspiradas por Dios. Otros consideran que todas las obras teológicas de Swedenborg son igualmente inspiradas, diciendo, por ejemplo, que el hecho de que algunas obras «no hayan sido redactadas en forma definitiva para su publicación no hace que una sola declaración sea menos fiable que las declaraciones de cualquiera de las otras obras». La Nueva Iglesia, también conocida como Swedenborgianismo, es un nuevo movimiento religioso fundado originalmente en 1787 y que comprende varias denominaciones cristianas históricamente relacionadas que veneran los escritos de Swedenborg como revelación.

## Biografía
Era hijo del profesor Jesper Swedberg (1653–1735), obispo luterano de Skara (Suecia), uno de los más destacados clérigos del país.[cita requerida]
Hasta la edad de 56 años, dedicó su vida esencialmente a investigaciones científicas que le llevaron a numerosos países. Publicó un gran número de libros sobre matemáticas, geología, química, física, mineralogía, astronomía, anatomía, biología, psiquiatría, en los cuales se contiene el germen de numerosas ideas brillantes asignadas más tarde a otros investigadores.[cita requerida]

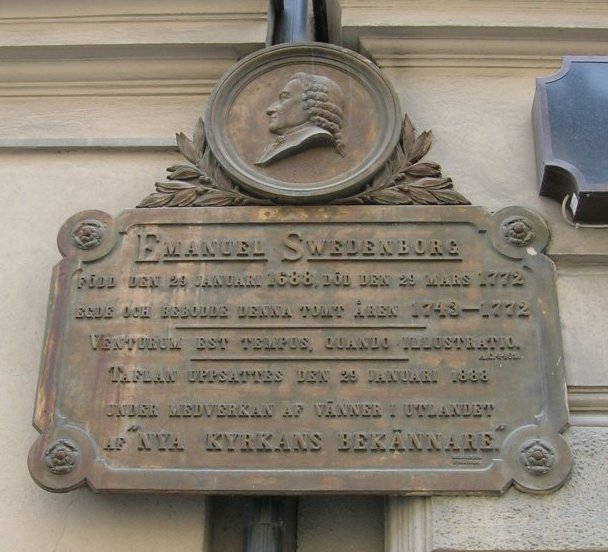
Placa en memoria de Emanuel Swedenborg, en su casa natal de Estocolmo.

Esbozó el diseño de una máquina voladora, de un submarino, descubrió la función de las glándulas endocrinas, el funcionamiento del cerebro y el cerebelo. Sus obras se utilizan hoy día en los Estados Unidos de América en institutos de investigación sobre psicomotricidad, probando así clínicamente el fundamento de descubrimientos hechos hace cerca de tres siglos. Inventó un sistema decimal monetario que sirve también para el estudio de la cristalografía.[cita requerida]
Fue el primero en desarrollar la hipótesis sobre la formación nebulosa del sistema solar, describiendo la naturaleza de la Vía Láctea. Efectuó también un estudio avanzado sobre la circulación de la sangre y sobre la relación del corazón y los pulmones.
A la edad de 56 años abandonó sus investigaciones científicas para dedicarse enteramente a la investigación teológica, psicológica y filosófica, con el fin de descubrir a los hombres una espiritualidad racional. Murió en 1772 después de dejar escritas más de un centenar de obras sobre todos los temas antes enumerados. Algunas, traducidas al castellano.
Desde su infancia, mostró pasión por el estudio de todo lo que tiene relación con el universo y el hombre, observó los mecanismos, las fuerzas y los influjos que regulan la vida y cómo se desenvuelven.
Mucho antes de la edad de 10 años, se relacionó con el mundo adulto para buscar respuestas en temas como la fe, la vida eterna, la sede del alma pero, descontento por las respuestas que obtuvo a sus cuestiones, experimentó sobre sí mismo y por sí mismo. Al experimentar sobre su respiración, se piensa que tuvo, a partir de la infancia, acceso a estados de conciencia modificada. Más tarde fabricó sus propias lentes ópticas para explorar lo infinitamente grande y lo infinitamente pequeño.
Su búsqueda insaciable de la sede del alma le hizo relacionarse con hombres famosos de su tiempo, tales como Isaac Newton, Gottfried Wilhelm Leibnitz y otros miembros de la Royal Society, así como las universidades de Oxford y Cambridge. Viajó por toda Europa patrocinado por el rey Carlos XII y el duque de Brunswick, con el fin de estudiar e imprimir los frutos de sus investigaciones.[cita requerida]

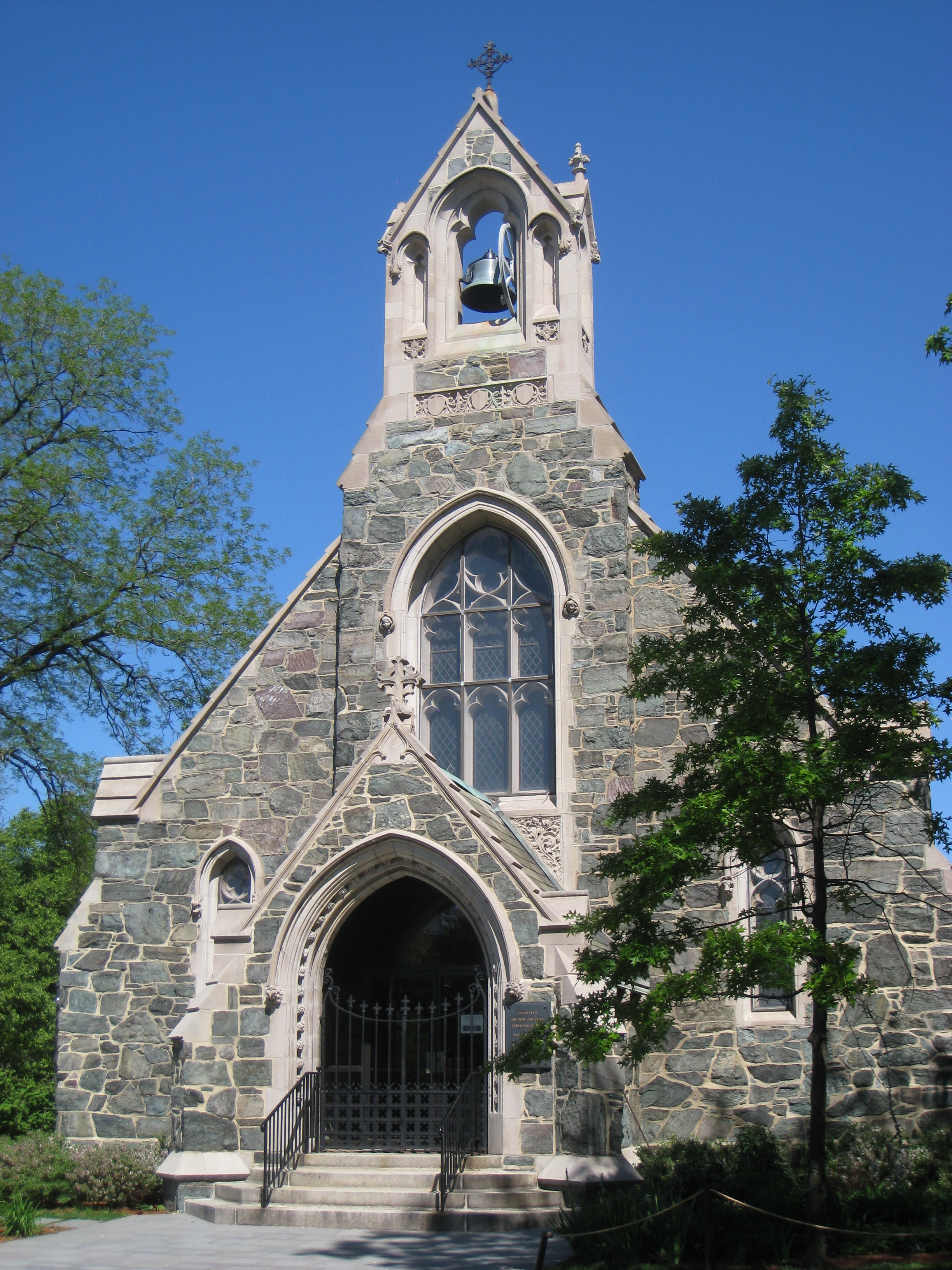
Capilla Swedenborg en Cambridge, Massachusetts, EE. UU.

Si ya en vida influyó en grandes reyes, destacados científicos y filósofos, como Newton, Immanuel Kant, Voltaire, después de su muerte se notó su influencia en el desarrollo de las esferas religiosas, masónicas y terapéuticas.[cita requerida]
Los escritos de Emanuel Swedenborg también inspiraron a grandes músicos, escritores y psicólogos en sus obras. Entre ellos se citará a los más conocidos, tales como Johann Wolfgang von Goethe, William Blake, Helen Keller, Gérard de Nerval, Thomas Carlyle, Isaac Pitman, Johnny Appleseed, ♧, Richard Wagner, Oberlin, Hector Berlioz, Ralph Waldo Emerson, Charles Baudelaire, Paul Valéry, Henry James, Eliphas Lévi y Samuel Hahnemann. Jorge Luis Borges dio varias conferencias sobre este místico sueco, de quien afirmó que hablaba con los ángeles por las calles de Londres. Carl Gustav Jung encontró inspiración en los Misterios celestiales para sus trabajos de psicoanálisis y psicología profunda, conocida como psicología analítica.
Algunos se sirvieron de los escritos de Swedenborg y le achacan que solamente tiene como finalidad el espiritismo, mientras que Swedenborg solo practicaba el espiritismo para convencer, y no sin reticencias, conociendo bien los peligros de tales prácticas. Así, estos grupos lanzaron un descrédito importante sobre Swedenborg y sus escritos, mezclándolo con sus prácticas sectarias.[cita requerida]
Otros aún se sirvieron de él, en ocasiones sin referirlo directamente, en apoyo de otros movimientos religiosos, o espirituales, pero utilizando su teología de una manera personal. Entre ellos puede citarae a la teosofía y a la antroposofía.[cita requerida]
Actualmente hay numerosas iglesias que citan sus escritos teológicos como la verdad Divina misma y se pueden encontrar esparcidas por las cuatro esquinas del mundo, partiendo de África y Europa, pasando por Asia, donde los budistas le llaman el «Buda del Norte», para ir a los Estados Unidos, América del Sur, Canadá, Rusia y otros.[cita requerida]
Decenas de millares de adeptos en el mundo le siguen y, a pesar de su apariencia hermética, los escritos teológicos de Swedenborg son simples en su mensaje fundamental: «Ama a tu prójimo como a ti mismo, purifícate del mal, trabaja por la armonía universal».[cita requerida]

## Obra principal
- El inventor norteño o algunos nuevos experimentos en Matemáticas y Física, 1716–1718.
- Principios de Química, 1721.
- Trabajos filosóficos y minerológicos, 1734. En tres volúmenes.
- El infinito y la causa final de la creación, 1734.
- El reino animal, 1744–1745. En tres volúmenes.
- El culto y el amor de Dios, 1745. En dos volúmenes.
- Misterios celestiales, 1749–1756.
- Sobre el cielo y sus maravillas y sobre el infierno, 1758. Swedenborg pone de manifiesto en este libro que el cielo y el infierno son estados en primer lugar del alma, para a continuación volver a lugares. Después de la muerte del cuerpo físico, el individuo pasa un tiempo intermedio en el mundo de los espíritus, de ahí elegirá libremente ir al cielo o al infierno. El cielo no es una recompensa y el infierno no es un castigo. Descripción de una experiencia de paso, ángeles y demonios.
- El amor verdaderamente conyugal. Descripción de la naturaleza celestial de la complementariedad entre marido y mujer. Los esposos forman juntos un «ángel» y viven eternamente unidos uno al otro después de la muerte en juventud perpetua. Descripción de la naturaleza de este amor.
- El Amor escatológico. Descripción de los deseos malsanos que son contrarios a la realización armoniosa del par y que lo matan.
- El caballo blanco, 1758 (Apocalipsis, capítulo 19). Lectura de la Biblia según el sentido interno incluyendo metódicamente los símbolos. Pequeño diccionario por el que se explica la terminología utilizada por Swedenborg.
- La nueva Jerusalén y su doctrina celeste, 1758. Resumen de las doctrinas y de los elementos de la teología de Swedenborg.
- La sabiduría de los ángeles, 1763. Presenta cinco aspectos de la visión de la existencia: la naturaleza de Dios; la naturaleza del mundo espiritual; la naturaleza del hombre; la doctrina de los grados; la creación del universo.

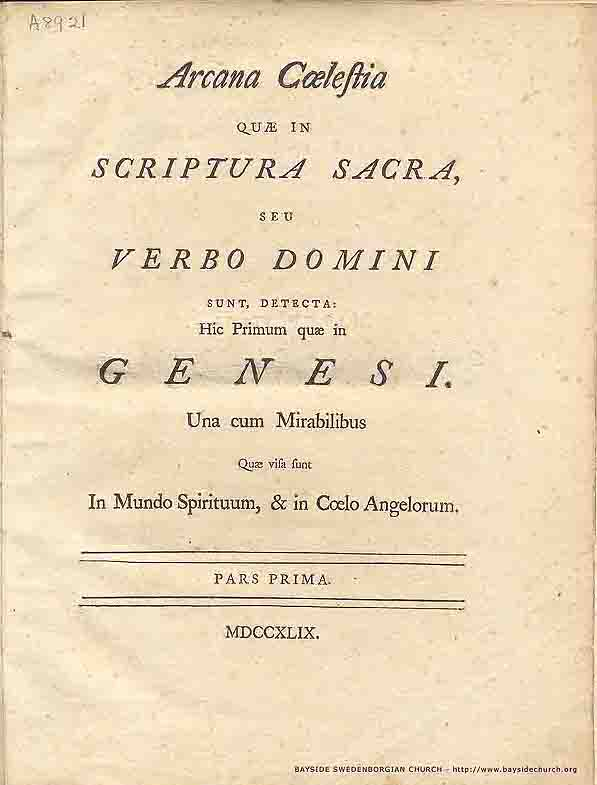
Arcana Caelestia.

- La divina Providencia, 1764. Naturaleza de la relación entre Dios y el ser humano. Descripción de las leyes espirituales que regulan el universo: el Karma, causa de las enfermedades y guerras y el sufrimiento en general, regeneración del individuo.
- Las cuatro doctrinas. Exégesis bíblica sobre las naturalezas de la vida, la escritura Santa, la fe, Jesucristo.
- Arcanos celestes (16 volúmenes, de los que los cinco primeros están reeditados). Exégesis del Génesis y el éxodo bíblicos, con referencias a todo el Antiguo y Nuevo Testamento según tres premisas:
  - Antecedentes, psicológicos y consagrados.
  - Desarrollo de la regeneración del ser humano paralelo con la glorificación de Jesucristo.
  - Estados del alma y tentaciones del individuo Jesucristo, que es el arquetipo.
- Tratado de las representaciones y de las correspondencias. Índice de los símbolos del cuerpo espiritual en el cuerpo humano, poniendo de manifiesto que cada parte física tiene su contrapartida a nivel sutil del alma, y que existe una relación causa-efecto entre el estado mental y el del cuerpo.
- De la caridad. Naturaleza del verdadero amor hacia otros, hacia la sociedad y hacia Dios. Explicación de las diez órdenes.
- La verdadera religión cristiana, 1771 (en 2 volúmenes). Última obra de Swedenborg, que se refiere a la naturaleza del cristianismo espiritual. Comparación de los distintos dogmas cristianos con lo que enseña la Biblia en su sentido simbólico. Significado del bautismo, la Santa Cena, Trinidad, el Decálogo, la vida eterna, de la salud, de la vuelta del Cristo, del decaimiento de la humanidad y su regeneración, el hombre cósmico.
- Diario de sueños (1743–1744), 1859.
- Diario espiritual, 1983–1997.

## Sueños y visiones

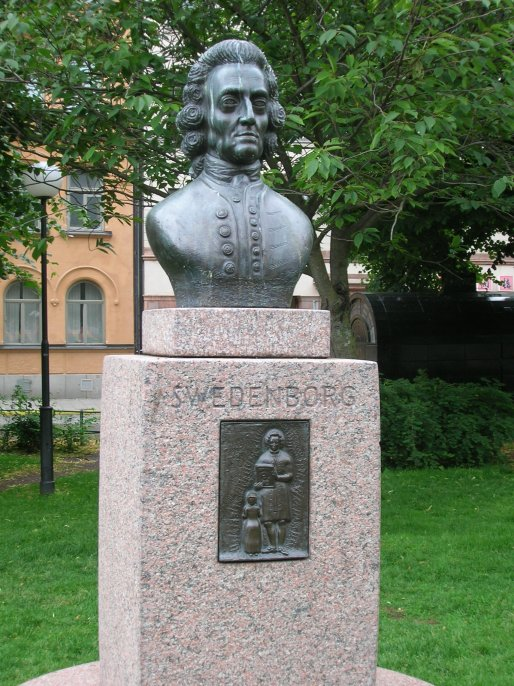
Estatua de Emanuel Swedenborg en el parque Mariatorget, Estocolmo.

En 1744, cuando tenía 56 años, Swedenborg había viajado a los Países Bajos. Para esa época, empezó a tener sueños extraños. Swedenborg llevaba un diario de viaje con él en la mayoría de sus viajes y lo hizo en este viaje. El paradero del diario fue desconocido durante mucho tiempo, pero fue descubierto en la Biblioteca Real de Suecia en la década de 1850 y publicado en 1859 como Drömboken, o Diario de Sueños.
Swedenborg experimentó muchos sueños y visiones diferentes, algunos muy placenteros, otros muy perturbadores. Las experiencias continuaron mientras viajaba a Londres para avanzar en la publicación de Regnum animale. Este proceso, que un biógrafo ha propuesto como catártico y comparable al concepto católico del purgatorio, continuó durante seis meses. También propuso que lo que Swedenborg estaba escribiendo en su Diario de Sueños era una batalla entre el amor a sí mismo y el amor a Dios.

### Visiones e intuiciones espirituales
En la última entrada del diario, del 26 al 27 de octubre de 1744, Swedenborg parece tener claro qué camino seguir. Consideró que debía abandonar su proyecto actual y escribir un nuevo libro sobre el culto a Dios. Pronto comenzó a trabajar en De cultu et amore Dei, o La adoración y el amor a Dios. Nunca lo completó, pero Swedenborg lo hizo publicar en Londres en junio de 1745.
En 1745, a la edad de 57 años, Swedenborg estaba cenando en un salón privado de una taberna de Londres. Al final de la comida, según sus palabras, una oscuridad cayó sobre sus ojos, y la habitación cambió de carácter. De repente, vio a una persona sentada en una esquina de la habitación, diciéndole: «¡No comas demasiado!». Swedenborg, asustado, se apresuró a volver a casa. Más tarde, esa misma noche, el mismo hombre apareció en sus sueños. El hombre le dijo a Swedenborg que era el Señor, y que había designado a Swedenborg para revelar el significado espiritual de la Biblia y que guiaría a Swedenborg en lo que debía escribir. Esa misma noche, afirma, el mundo espiritual se abrió para Swedenborg.

#### Comentarios de Borges
Durante la conferencia que Jorge Luis Borges impartió en la Universidad de Belgrano el 16 de junio de 1978, el escritor relató someramente las vicisitudes de la obra y la vida del místico sueco. Así, explica cómo sucedió el cambio de perspectiva que a los 56 años le arrebató del estudio de la ciencia y le condujo a la teología y el esoterismo. El cambio de perspectiva supuso también un cambio de estilo, del barroquismo a una árida prosa que buscaba la exactitud de la descripción.
Dichos cambios se deben a una serie de supuestas revelaciones en las que Jesucristo se presentó en la casa londinense de Swedenborg para pedirle una misión: reconducir la religión y la interpretación de las escrituras cristianas. Con los poderes de un Fausto para visitar cielo e infierno, pero evitando el pacto diabólico, Swedenborg recibió permiso para contarle a la humanidad los secretos de la vida después de la muerte.
El encuentro se habría producido de la siguiente manera: Swedenborg se hallaba mirando por la ventana cuando vio que un hombre venía por la calle hacia él llegando a sentir una empatía instantánea. Para su sorpresa, aquel hombre se dirigió a su puerta y llamó. Al abrir, Swedenborg sintió una confianza absoluta, una necesidad de entrega hacia ese individuo, que se presentó a sí mismo como Jesucristo. Mientras tomaban agradablemente juntos un té,  este le reveló su preocupación por el rumbo de la Iglesia y le anunció que él era el indicado para explicar al mundo el camino correcto.
Borges arguye que muchos místicos pueden pasar por locos, pero el caso de Swedenborg es especial, tanto por su enorme capacidad intelectual, como por el tremendo prestigio científico del que gozaba como por el radical viraje que supuso en su vida y obra. Destaca también como prueba de verosimilitud de estos escritos la sencilla facilidad de su prosa, enfrentada a la tradicional exaltación mística y a su misma prosa anterior, densa y abstrusa, como a la enorme originalidad de sus planteamientos, los cuales han sido fundamentales en la conformación del concepto de cielo moderno.

## Teología

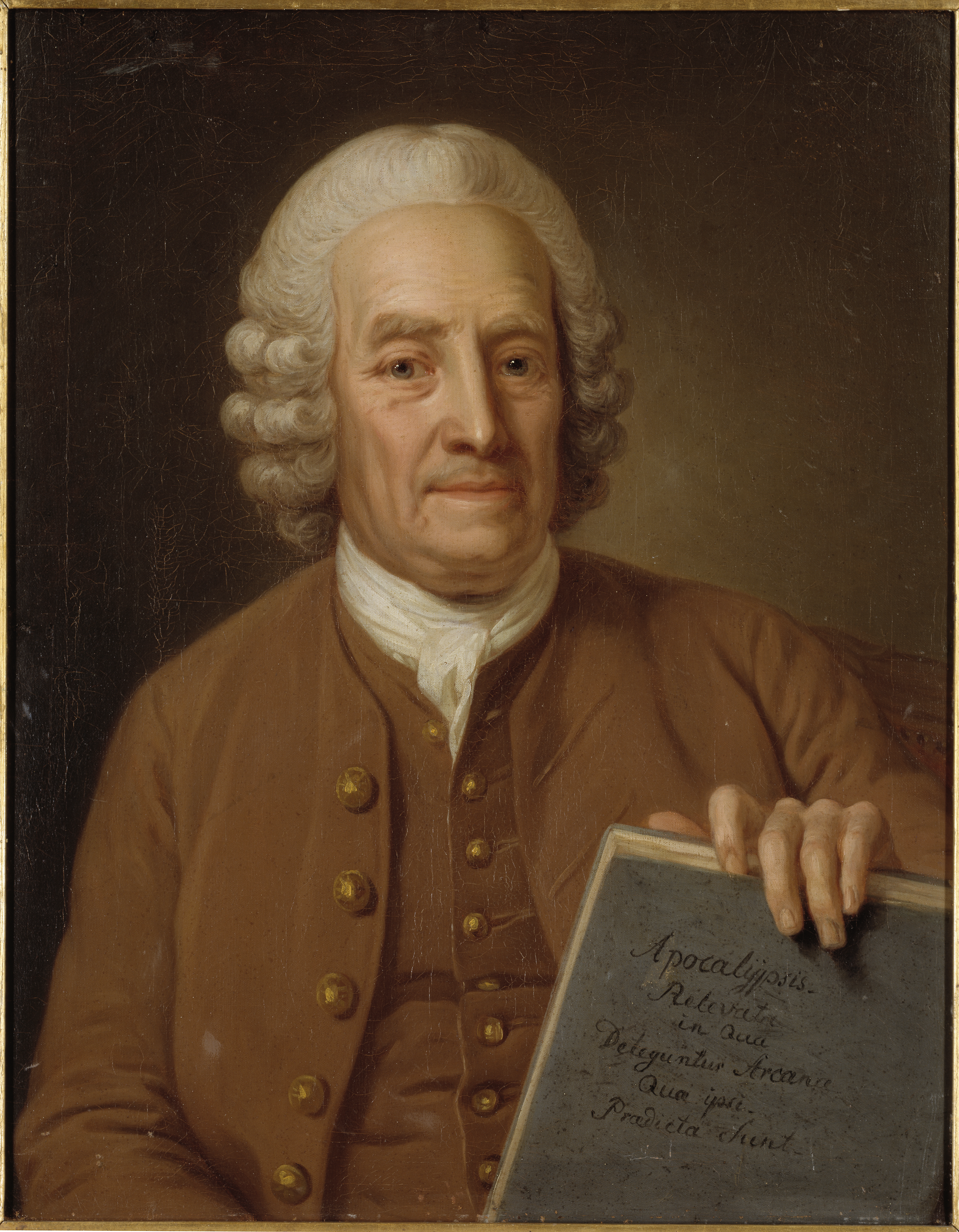
Swedenborg a la edad de 75 años, sosteniendo el manuscrito de Apocalipsis Revelado (1766).

Swedenborg afirmó en La Doctrina Celestial que las enseñanzas de la Segunda Venida de Jesucristo le fueron reveladas.
Swedenborg consideraba su teología como una revelación de la verdadera religión cristiana que se había ofuscado a través de siglos de teología. Sin embargo, no se refería a sus propios escritos como teología, ya que los consideraba basados en experiencias reales, en contraste con la teología, excepto en el título de su última obra. Tampoco quiso compararla con la filosofía, disciplina que descartó en 1748 porque, según él, «oscurece la mente, nos ciega y rechaza por completo la fe».
Los fundamentos de la teología de Swedenborg se establecieron en Arcana Cœlestia (Misterios Celestiales), publicado en ocho volúmenes en latín entre 1749 y 1756. En una parte importante de esa obra, interpreta los pasajes bíblicos del Génesis y del Éxodo. Revisa lo que, según él, es el sentido espiritual interno de estas dos obras de la Palabra de Dios. (Más tarde hizo una revisión similar del sentido interno del libro del Apocalipsis en Apocalipsis Revelado). En particular, estaba convencido de que la Biblia describe la transformación del ser humano de un ser materialista a uno espiritual, lo que él llamaba renacimiento o regeneración. Comienza esta obra esbozando cómo el mito de la creación no era un relato de la creación de la Tierra, sino un relato del renacimiento o regeneración del ser humano en seis pasos representados por los seis días de la creación. Todo lo relacionado con la humanidad en la Biblia podía relacionarse también con Jesucristo, y cómo Cristo se liberó a sí mismo de los límites materialistas mediante la glorificación de su presencia humana haciéndola divina. Swedenborg examina esta idea en su exposición del Génesis y del Éxodo.

### Matrimonio
Un aspecto de los escritos de Swedenborg que se discute con frecuencia son sus ideas sobre el matrimonio. El propio Swedenborg permaneció soltero toda su vida, pero eso no le impidió escribir voluminosamente sobre el tema. Su obra sobre el Amor Matrimonial (Amor Conyugal en traducciones antiguas) (1768) estuvo dedicada a este propósito.
Una cuestión central en relación con el matrimonio es si éste termina con la muerte o continúa hasta el cielo. La pregunta surge debido a una declaración atribuida a Jesús de que no hay matrimonio en el cielo (Lucas 20:27-38, Mateo 22:23-32 y Marcos 12:18-27). Swedenborg escribió «El Señor Dios Jesucristo sobre el matrimonio en el cielo» como un análisis detallado de sus posturas al respecto.
La calidad de la relación entre el marido y mujer se reanuda en el mundo espiritual en el estado en que se encontraba al morir en este mundo. Así, una pareja con verdadero amor matrimonial permanece junta en ese estado en el cielo por toda la eternidad. Una pareja que carece de ese amor por parte de uno o ambos miembros, sin embargo, se separará después de la muerte y a cada uno se le dará una nueva pareja compatible si lo desea. También se le da una pareja a alguien que amó el ideal del matrimonio pero nunca encontró una verdadera pareja en este mundo. La excepción en ambos casos es una persona que odia el matrimonio casto y por lo tanto no puede recibir tal pareja.
Swedenborg veía la creación como una serie de emparejamientos, descendientes del amor y la sabiduría divinos que definen a Dios y son la base de la creación. Esta dualidad puede verse en el emparejamiento del bien y la verdad, la caridad y la fe, Dios y la iglesia, y el marido y la mujer. En cada caso, el objetivo de estos emparejamientos es lograr la conjunción entre las dos partes componentes. En el caso del matrimonio, el objetivo es lograr la unión de los dos miembros de la pareja a nivel espiritual y físico, y la felicidad que se deriva de ello.

### La Trinidad
Swedenborg rechazó la explicación ordinaria de La Santísima Trinidad que hay un solo dios de tres personas, que según él no se enseñaba en la iglesia cristiana primitiva. Por ejemplo, afirma que en los escritos apostólicos no se menciona a ningún «Hijo desde la eternidad». En su lugar, explicó en sus escritos teológicos cómo la Trinidad Divina existe en Una sola Persona, en Un solo Dios, el Señor Jesucristo, lo que, según él, se enseña en Colosenses 2:9, que dice «en él habita toda la plenitud de la divinidad corporalmente». Según La Doctrina Celestial, Jesús, el Hijo de Dios, vino al mundo a causa de la propagación del mal aquí.
Swedenborg se pronunció en prácticamente todas sus obras contra lo que consideraba el incomprensible concepto de la Trinidad de Personas. Afirmaba que los pueblos de otras religiones se oponían al cristianismo por su doctrina de la Trinidad de Personas. Consideraba que la separación de la Trinidad en tres Personas separadas se había originado con el Primer Concilio de Nicea y el Credo Atanasiano.

### Sola Fide(Solo por la fe)
En La nueva Jerusalén y su doctrina celeste,  Swedenborg explicó que la salvación no es Sola fide (solo por la fe, en latín), ya que considera que tanto la fe como la caridad son necesarias para la salvación, no una sin la otra, mientras que los reformadores enseñaban que la fe sola procuraba la justificación, aunque debía ser una fe que diera lugar a la obediencia. La doctrina de la Sola fide fue defendida por Martín Lutero, Juan Calvino, Ulrico Zwinglio y otros durante la Reforma Protestante, y fue una creencia central especialmente en la teología de los reformadores luteranos Martín Lutero y Felipe Melanchthon.
El propósito de la fe, según La Doctrina Celestial, es llevar a la persona a una vida según las verdades de la fe, que es la caridad, como se enseña en 1 Corintios 13:13 y Santiago 2:20. Está escrito en La Epístola de Santiago 2:26 que «Porque así como el cuerpo sin el espíritu está muerto, así también la fe sin las obras está muerta». Swedenborg explicó que una vida de caridad consiste en tener buena voluntad hacia los vecinos y hacer cosas buenas por los vecinos; y consiste en basar todas las acciones en lo que es correcto y justo, y en lo que es bueno y verdadero; y consiste en aplicar los mismos principios en todas las responsabilidades. Una vida de caridad consiste en ayudar. Este tipo de vida es la forma principal de adorar a Dios. En otras palabras, Swedenborg hablaba con dureza contra la doctrina de la fe sola de Lutero y otros. Sostenía que la justificación ante Dios no se basaba únicamente en alguna justicia imputada ante Dios, y que no se podía lograr simplemente por un don de la gracia de Dios (sola gratia), concedido sin ninguna base en el comportamiento real de una persona en vida.
Aunque la doctrina de sola fide de los reformadores también enfatizaba que la fe salvadora era aquella que realizaba obras (por la fe sola, pero no por una fe que esté sola), Swedenborg protestó contra la sola fe como instrumento de justificación, y sostuvo que la salvación solo es posible mediante la conjunción de la fe y la caridad en una persona, y que el propósito de la fe es llevar a una persona a vivir de acuerdo con las verdades de la fe, que es la caridad. Además, afirmaba que la fe y la caridad deben ejercerse haciendo el bien por voluntad propia siempre que sea posible, que son las buenas obras o los buenos usos o la conjunción perece. En una sección escribió que:

Es muy evidente, por sus epístolas, que a ninguno de los apóstoles se le ocurrió separar la fe de la caridad enseñando que la fe sola justifica y salva aparte de las obras de la ley, y que la caridad, por lo tanto, no puede estar unida a la fe, ya que la fe viene de Dios, y la caridad, en cuanto se expresa en obras, viene del hombre. Pero esta separación y división se introdujeron en la iglesia cristiana cuando dividió a Dios en tres personas, y atribuyó a cada una de ellas igual divinidad.
- La verdadera religión cristiana, sección 355